# Ragalna
Ragalna  (Rahànna in siciliano) è un comune italiano di 4 319 abitanti della città metropolitana di Catania in Sicilia.

## Origini del nome
L'etimologia del toponimo è incerta. Nel 1136 è documentato come Rechalena: forse composto dall'arabo règ (deserto di pietre) ed aléna (alito di vento) col poetico significato di località petrosa dove soffia un vento leggero. Secondo altri, come un gran numero di toponimi siciliani che hanno un prefisso identico (Racalmuto, Regalbuto, etc.), deriverebbe più probabilmente dalla composizione delle due parole rahal parola araba del significato di casale, luogo o borgata e Anna: significherebbe quindi «Borgata» o «Casale di Anna».

## Storia
Le prime testimonianze sull'origine di Ragalna risalgono all'epoca normanna. In un documento del 1136 si rileva un'antica denominazione del paese, Rachalena, riferita alla donazione fatta dal genero del conte Ruggero I al monastero di San Nicola in Pannacchio per aver sposata la figlia Flandrina. Nel 1400 Ragalna diventò proprietà della famiglia Moncada di Paternò. Nel 1780 la borgata di Ragalna — ricca di fondi di proprietari terrieri paternesi — sarebbe stata minacciata da una colata lavica che, dopo una processione delle reliquie di santa Barbara, portate dalla chiesa di Paternò, si sarebbe arrestata nei pressi della contrada Eredità. Durante la seconda guerra mondiale fu ricovero per tante famiglie paternesi che sfuggirono ai bombardamenti delle truppe alleate su Paternò.
Già frazione di Paternò, ottenne l'autonomia il 17 maggio 1985, con Legge regionale n. 20 del 29 aprile.

### Simboli
Lo stemma del Comune e il gonfalone sono stati concessi con D.P.R. n. 1140 del 9 febbraio 1990.
La lettera R è l'iniziale del paese, la stella è posta in onore della Madonna del Carmelo patrona del paese, l'olivo è un riferimento al principale prodotto della zona, mentre il vulcano rappresenta l'Etna, presso il quale si trova il comune.
Il gonfalone è un drappo partito di giallo e di verde.

## Monumenti e luoghi d'interesse

### Architetture religiose
- Chiesa della Madonna del Carmelo (XIX secolo)
- Chiesa di Santa Barbara, inaugurata nel 1936 ed ultimata anche grazie al contributo di Michelangelo Virgillito
- Cappella di Santa Rita
- Chiesa di Don Bosco e della Madonna delle Nevi

### Architetture civili
- Giardino botanico Nuova Gussonea
- Museo palmento Arena, i palmenti e le antiche masserie rurali, i "pagghiari" in pietra, le tipiche cisterne
- Osservatorio Astrofisico

### Aree naturali
- Grotte della Catanese: consiste in un'unica galleria lunga poco più di 20 m caratteristica forma a sesto acuto
- Grotta del Villaggio, all'interno dell'antica struttura "Villaggio San Francesco"
- Grotta Santa Barbara e Monte Nero degli Zappini, si trovano nella località Serra la Nave

## Società

### Evoluzione demografica
Abitanti censiti

### Tradizioni e folclore
- 22 maggio - festa di Santa Rita con celebrazioni presso la Cappella omonima, situata nella parte sud del paese.
- Ultima domenica di luglio- festa esterna di Santa Barbara compatrona del paese, nel ricordo degli scampati eventi eruttivi dell'Etna.
- 16 luglio - festa liturgica della Madonna del Carmelo - S. Messe e in serata celebrazione eucaristica solenne sul sagrato della chiesa, con breve processione del Simulacro della Madonna.
- Ultima domenica di settembre - festa patronale in onore della Madonna del Carmelo: processione lungo le vie del paese con il Simulacro della Vergine posto sull'artistico fercolo. Spettacoli pirotecnici e di intrattenimento, con conclusivo saluto filiale del popolo alla Madonna, la sera del lunedì seguente.
- 4 dicembre - festa liturgica di Santa Barbara con celebrazioni presso la Parrocchia omonima.

## Economia

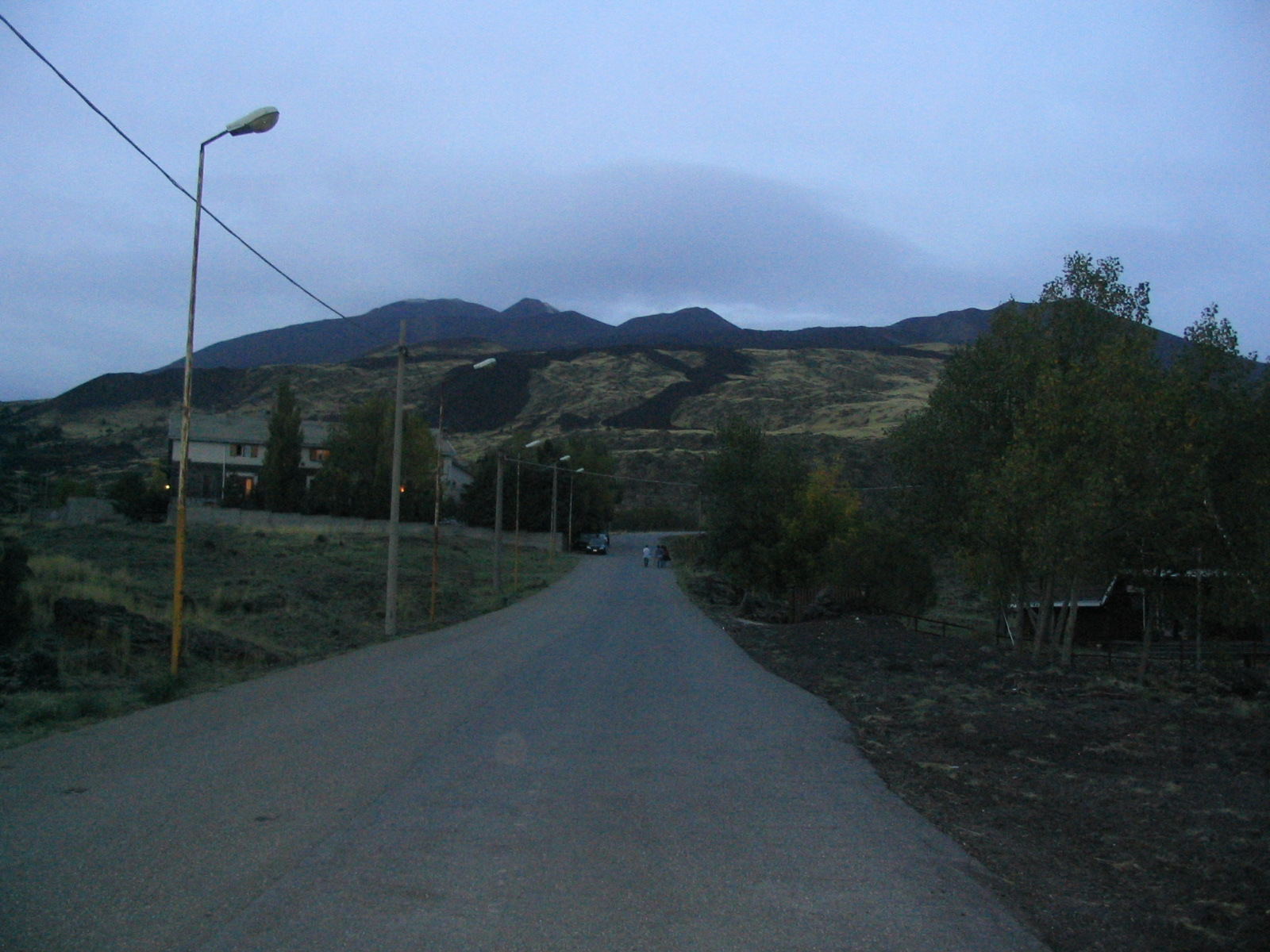
Località Serra la Nave, Ragalna

L'attività economica principale è quella agricola grazie alla fertilità del suolo ragalnese ma attualmente il turismo sta vivendo un momento florido grazie alla posizione geografica ideale, immersa nel Parco dell'Etna con i suoi sentieri naturalistici e paesaggi incantevoli sul vulcano più alto d'Europa. In estate il paese arriva a contare 20 000 abitanti.
Alle pendici dell'Etna trova la sua più grande ispirazione naturalistica-ambientale con i numerosi frutteti, oliveti e vigneti insediati su un terreno lavico e quindi fortemente fertile. 
Particolarmente conosciuta ed apprezzata la tradizionale festa patronale di fine settembre in onore della Madonna del Carmelo, la sagra della salsiccia e "caliceddi", la sagra dell'olio ecc.

## Amministrazione
Di seguito è presentata una tabella relativa alle amministrazioni che si sono succedute in questo comune.
| Periodo          | Periodo          | Primo cittadino          | Partito                                            | Carica              | Note  |
| ---------------- | ---------------- | ------------------------ | -------------------------------------------------- | ------------------- | ----- |
| 9 gennaio 1986   | 23 novembre 1993 | Salvatore Cunsolo        | lista civica                                       | Sindaco             | [ 9 ] |
| 23 novembre 1993 | 20 novembre 1995 | Francesco Cipolla        |                                                    | Comm. straordinario | [ 9 ] |
| 23 novembre 1993 | 20 novembre 1995 | Ernesto Bianca           |                                                    | Comm. straordinario | [ 9 ] |
| 23 novembre 1993 | 20 novembre 1995 | Giuseppe Giliberto       |                                                    | Comm. straordinario | [ 9 ] |
| 23 novembre 1995 | 29 novembre 1999 | Vittorio Antonino Carone | Polo del Buon Governo                              | Sindaco             | [ 9 ] |
| 29 novembre 1999 | 14 giugno 2004   | Vittorio Antonino Carone | lista civica                                       | Sindaco             | [ 9 ] |
| 14 giugno 2004   | 7 giugno 2008    | Mario Castro             | lista civica                                       | Sindaco             | [ 9 ] |
| 12 giugno 2008   | 8 giugno 2009    | Maria Arena              |                                                    | Comm. straordinario | [ 9 ] |
| 8 giugno 2009    | 28 maggio 2014   | Mario Castro             | Il Popolo della Libertà                            | Sindaco             | [ 9 ] |
| 28 maggio 2014   | 9 giugno 2024    | Salvatore Chisari        | lista civica                                       | Sindaco             | [ 9 ] |
| 10 giugno 2024   | in carica        | Antonino Caruso          | lista civica di Centro-destra Alleanza per Ragalna | Sindaco             | [ 9 ] |

## Sport

### Impianti sportivi
Lo stadio comunale "Totuccio Carone" ospita dal 03/08/2022 al 13/08/2022 il ritiro pre campionato del Catania SSD e successivamente sarà anche sede degli allenamenti per la squadra rossoazzurra.